# Lettres édifiantes et curieuses
Le Lettres édifiantes et curieuses (Lettere edificanti e curiose) sono un'ampia raccolta, in 34 volumi, di lettere inviate in Europa da gesuiti missionari in Cina, nel Levante, in India, in America, ed altrove. Pubblicate fra il 1702 ed il 1776 contribuirono ad aprire l'Europa (in particolare la Francia) alle culture non europee.

## Origine
Affinché il governo della Compagnia di Gesù fosse basato su una buona informazione, sant'Ignazio di Loyola stabilì un sistema di corrispondenza secondo il quale ogni gesuita avente autorità doveva scrivergli con regolarità (Costituzioni, nn.674, 790). C'erano così le Relazioni annuali delle varie missioni, e le altre lettere indirizzate personalmente a Ignazio, dal tono nettamente più caloroso. Al tempo di sant'Ignazio alcune lettere inviate dall'India da san Francesco Saverio (gennaio 1544, aprile 1552, ecc.) furono all'origine di numerose vocazioni missionarie.

## Sviluppi

### L'aspettoedificante
Siccome tutta l'attività apostolica, sia in Europa che missionaria, dipendeva dalla generosità dei benefattori, era importante informarli con regolarità su che cosa si faceva con le loro donazioni.  Ci furono quindi due tipi di lettere, le Lettres d'affaires (lettere d'affari), che trattavano delle persone e dei problemi da risolvere, e le altre (quelle "edificanti") che parlavano dell'apostolato , del suo sviluppo e dei suoi successi. Le prime erano ad uso interno e destinate esclusivamente al governo interno della Compagnia, le altre venivano  copiate e diffuse fra amici, prelati e benefattori vari; ebbero grande successo.

### L'aspettocurioso
Durante il sedicesimo ed il diciassettesimo secolo i viaggi oltremare (a scopo commerciale) si moltiplicano fra l'Europa e gli altri continenti, soprattutto America e Asia, e si sviluppa una grande curiosità che i mercanti che avevano solo contatti episodici con questi ‘'nuovi paesi'’ non potevano soddisfare.  I missionari che vi abitavano e che ne avevano appreso la lingua erano dei buoni osservatori (giacché di buona formazione intellettuale) e potevano rispondere a questa domanda. All'aspetto edificante delle loro lettere aggiunsero il curioso. Ci sono le sofferenze dei missionari, la gioia di numerosi battesimi ed anche i martirii. Nella stessa corrispondenza si aggiungono dei veri reportage sulla Cina, il suo sistema di governo, le particolarità della sua lingua, le sue usanze.  Tutto ciò diede nascita alla prima sinologia europea e suscitò una vera passione per le '‘cineserie'’ e tutti ciò che veniva dall'impero di Mezzo. Circolavano anche altre lettere, provenienti dall'America, dal Levante e dall'India, ma sono le lettere dalla Cina quelle che ebbero la maggiore risonanza. Questo entusiasmo spinse addirittura padre Jean-Baptiste Du Halde - che in vita sua non lasciò mai Parigi - a scrivere una Descrizione della Cina (che fece autorità) interamente basata sulla corrispondenza ricevuta.

## Pubblicazione
Pubblicazioni parziali di lettere si ebbero nel Seicento {(la prima lettera stampata fu quella di san Francesco Saverio agi studenti di Parigi, nel 1545). Padre Charles Le Gobien, procuratore a Parigi delle missioni gesuite della Cina, iniziò a raccoglierle e pubblicarle. Il primo volume (uscito nel 1702) fu ben accolto e ne pubblicò altri al ritmo di uno all'anno (voll. I-VIII).  Diede come titolo alla raccolta: Lettres édifiantes et curieuses, écrites des Missions Etrangeres, par quelques Missionnaires de la Compagnie de Jésus (Lettere edificanti e curiose scritte dalle missioni straniere da alcuni missionari della Compagnia di Gesù).
Padre Jean-Baptiste Du Halde gli succedette e pubblicò (dal 1709 al 1743) i volumi da IX a XXVI.  In seguito, i volumi XXVII, XXVIII, XXXI, XXXIII, XXXIV furono pubblicati da padre Patouillet (dal 1749 al 1776) e gli altri volumi (XXIX-XXX-XXXII) da padre Ambrose Maréchal.
L'opera fu tradotta in tutto od in parte in tedesco (7 voll.; 1726-61), spagnolo (16 voll. ; 1753-57), italiano (18 voll.; 1825-29). Per l'edizione in inglese (2 voll.; 1743) John Lockman ritenne di omettere i racconti di conversioni e miracoli perché piuttosto insipidi e ridicoli agli occhi dei lettori inglesi, e di fatto a ogni persona intelligente e di buon gusto.
Nuove edizioni videro la luce nel corso dell'Ottocento, con le lettere suddivise per regione d'origine. L'ultima grande edizione completa è quella di Louis-Aimé Martin (nato a Lione nel 1782, morto a Parigi nel 1847), stampata nel 1838 - 1843.

## Influenza delleLettres
Queste pubblicazioni ebbero un ruolo primordiale nell'apertura e nell'evoluzione delle idee del Secolo dei Lumi. Le grandi menti dell'epoca come Voltaire e Montesquieu non mancavano di elogi per quanto le Lettere avevano apportato loro. Leibniz parlava della missione gesuita in Cina come del più grande caso dei nostri tempi. Per la loro precisa obiettività, la diversità e l'ampiezza dei soggetti meritano di essere poste fra le grandi opere enciclopediche del secolo dei Lumi. Esse permisero una prima relativizzazione di molti usi e costumi europei.